# Bolivaritettix unduladorsalis
Bolivaritettix unduladorsalis är en insektsart som beskrevs av Zheng, Z. och F-m. Shi 2009. Bolivaritettix unduladorsalis ingår i släktet Bolivaritettix och familjen torngräshoppor. Inga underarter finns listade i Catalogue of Life.